# Курс лекцій
Курс лекцій — повний виклад тем навчальної дисципліни, яка вивчається в навчальному закладі. Як правило, курс лекцій розрахований на один чи кілька семестрів. Студенти, які прослухали курс лекцій, здають залік чи іспит для визначення засвоєння навчального матеріалу.

## Курс лекцій як навчальна література
В Україні на сьогодні склалася наступна практика підготовки навчальної літератури: з певної навчальної дисципліни, як правило, лектором готується конспект, який часто видається друком у вигляді книги із зазначенням: курс лекцій. Після апробації друкованого курсу лекцій його доопрацьовують, вдосконалюють і видають посібник з навчальної дисципліни, а згодом, у той самий спосіб, — підручник.
Таким чином, «курс лекцій» належить до первинної навчальної літератури, яка в ряді галузей прирівнюється до посібника.